# Vekslák
Vekslák je slangové označení člověka, který se v socialistickém Československu věnoval nelegálnímu nákupu a prodeji cizích měn (valut) nebo bonů, jimiž bylo možné nakupovat zahraniční zboží v prodejnách Tuzex. Samotné slovo veksl pochází z německého der Wechsel, směna.
Veksláci si dokázali běžně vydělat i mnohem více než desetinásobek průměrné měsíční mzdy. Jejich podnikání bylo ovšem v tehdejší době trestné, za trestné činy porušování předpisů o oběhu zboží ve styku s cizinou (§ 124 tr. zák.) nebo ohrožení devizového hospodářství (§ 146 tr. zák.) mohli být stíháni. Postihu za trestný čin příživnictví se bránili tím, že byli oficiálně zaměstnáni, například jako noční hlídači. I přes tento fakt byli systémem vesměs tolerováni.
Kulturní fenomén veksláctví se odrazil i v dobové populární kultuře, například ve filmu Bony a klid. Tento film, který natočil Vít Olmer v roce 1987, přinesl poměrně pravdivý obrázek života veksláků.

## Vekslák-podnikatel
Vekslákem se nejčastěji stávali lidé, kteří přišli do styku se západními turisty a uměli jazyky. Byli to číšníci a jiní pracovníci v hotelech, turističtí průvodci, řidiči autobusů a další podobné profese. Šikovní veksláci si během krátké doby vytvořili vlastní klientelu, od které valuty kupovali. Základem bylo, aby výměna československých korun za jejich měnu byla výdělečná pro obě strany. Bankovní kurzy jednotlivých měn se stále měnily a stejně se měnily i kurzy u veksláků. Kupovaly se především západoněmecké marky, libry, liry, šilinky nebo guldeny. Veksláci, kteří disponovali velkými částkami peněz, se často zapojovali i do obchodu s drogami, zbraněmi nebo do obchodu s bílým masem a prostitucí. Po roce 1989 etablovalo z řad veksláků mnoho podnikatelů.
Měli jsme, docela zbytečně, Tuzex a veksláky. Tuzex odvál čas, veksláci zůstali a nesmírně se za kapitalismu rozmnožili a rozlezli. Do státní správy, snad údajně i do parlamentu, na všechna místa, kde se dá ze státních a veřejných prostředků cosi za levný peníz „výhodně“ získat.
Lubomír Štrougal, Paměti a úvahy. Str. 342. ISBN 978-80-7425-026-2.
Václav Havel se v roce 2009 rozhovoru pro Bloomberg L.P. vyjádřil takto: „Hlavně možná málokdo z nás tušil, jak rychle se otevřou dveře těm všem mafiánům a těm, kterým se za komunismu říkalo veksláci, že. Do jisté míry se dalo předvídat, že ať budou zákony sebelepší, tak že si najdou takovíto lidé skulinky a že ty managementy těch komunistických fabrik, vesměs velmi pragmatické, se okamžitě přeorientují a nenápadně zprivatizují fabriky, kde dříve vládly, že. Tohle všechno se do jisté míry dalo předvídat, ale ukázalo se to být horší, než asi kdokoli předvídal.“

## Valuty za socialismu
Valuty je oficiální název pro cizí měnu. Vládám socialistických států valuty velmi chyběly. Podle zákona měl každý občan, který získal valuty, povinnost nabídnout je do 15 dnů bance, kde za ně dostal bony. Výměnný kurz ve státní bance byl však extrémně nevýhodný. Veksláci nabízeli cizincům, kteří potřebovali české koruny, lepší kurz než banky.
Za socialismu se k valutám dostalo velmi málo lidí, neboť hranice byly pro normálního občana uzavřené. Valuty tak získávali veksláci od západních turistů nebo i českých občanů, kteří v zahraničí pracovali nebo tam měli příbuzné.

## Tuzex
Tuzex byly prodejny s luxusním západním zbožím, kde se platilo speciálními poukázkami – bony. Tak vláda od obyvatelstva získávala valuty. Hlad po zboží z Tuzexu byl obrovský, protože nikde jinde se západní zboží koupit nedalo. Všichni chtěli džíny, svetry, pláště nebo kosmetiku z Tuzexu. Proběhla módní vlna kalhot do zvonu nebo kalhot mrkváčů. Kdo takové kalhoty neměl, nebyl prostě in. V polovině osmdesátých let se v Tuzexu začaly prodávat i počítače, videokazety a auta.

## Bony
Bony byly poukázky, jimiž se platilo v Tuzexu. Oficiálně je občan mohl získat pouze při povinné výměně za valuty. Byli to hlavně lidé, kteří pracovali v zahraničí a po návratu do vlasti si museli vyměnit valuty za bony. Jeden bon měl oficiálně hodnotu jedné koruny.
Veksláci prodávali bony na černém trhu, nejčastěji před prodejnou Tuzex, za cenu kolem pěti korun. Řadový vekslák si v průměru vydělal 2000 korun denně. Obyčejný občan si tuto částku vydělal za měsíc.

## Trestná činnost a valuty
Černý trh s valutami byl státem skrytě tolerován. A to i přesto, že nákup a prodej valut mimo banky byl trestným činem. Policie čas od času nejviditelnější veksláky zatkla, ale vzhledem k jejich obrovským příjmům a úplatkům, byli většinou brzy propuštěni. Černý trh s valutami tak prakticky bez omezení probíhal po celou dobu socialistického zřízení. Paragrafy 117, 124 a 146 byly ty, podle kterých se veksláci dopouštěli trestného činu a byli zatýkáni:
- § 117 – Trestný čin spekulace; provinil se proti němu ten, kdo si opatřil nebo přechovával předměty potřeby ve větším rozsahu nebo předmět větší hodnoty v úmyslu je se ziskem prodat nebo směnit anebo získat jinou výhodu, sazba 6 měsíců až 3 roky.
- § 124 – Trestný čin porušování předpisů o oběhu zboží ve styku s cizinou
- § 146 – Trestný čin ohrožení devizového hospodářství, sazba 6 měsíců až 3 roky.